# Ella Eronen
Ella Siviä Eronen, född 29 januari 1900 i Helsingfors, död 9 oktober 1987 i Helsingfors, var en finländsk skådespelare och berättare.

## Biografi
Eronen verkade som skådespelare vid Finlands nationalteater och blev känd genom sitt framförande av Vårt land på Stockholms stadion 1940. Hon tilldelades Pro Finlandia-medaljen 1952.

## Filmografi
- Jääkärin morsian, 1931
- Pikku myyjätär, 1933
- Herrat täysihoidossa, 1933
- Elinan surma, 1938
- Finland försvarar Nordens frihet, 1940 (Dokumentär, berättarröst)
- Laitakaupungin laulu, 1948
- Jussit jo jaettu ja juhlittu, 1948 (Som sig själv)
- Laulu meren kaupungista, 1950 (Som sig själv)
- Tähdenlento, 1961
- Madame, 1964
- Jouluvene – tähtiparaati, 1964
- Teatterituokio, 1965 (TV-serie)
- Juhlat linnassa, 1966
- Me Tammelat, 1967 (TV-serie)
- Veturi, 1978
- Elämänmeno, 1978
- Paljain jaloin, 1989 (som sig själv)

## Teater

### Roller (ej komplett)
| År   | Roll | Produktion                 | Regi             | Teater            |
| ---- | ---- | -------------------------- | ---------------- | ----------------- |
| 1945 |      | Hamlet William Shakespeare | Sandro Malmquist | Malmö Stadsteater |

## Utmärkelser
- Pro Finlandia-medaljen av Finlands Lejons orden,  24 juni 1952[4]

[Redigera Wikidata]